# 上越市立春日中学校
上越市立春日中学校（じょうえつしかすがちゅうがっこう）は、新潟県上越市春日野にある公立中学校。

## 概要
春日中学校は2019年5月時点では上越市内で最大の生徒数を誇る中学校である。通称『春中(はるちゅう)、春日、カス中』と呼ばれている。
えちごトキめき鉄道春日山駅の近辺に位置し、春日地区に住む人が多く通っている。また、岩木
や中門前などの中学校から2km以上自宅が離れているものは、ヘルメットを着用すれば自転車通学が許可される。
陸上部は上越地区屈指の強豪。
グラウンドにはナイター設備があり、地域のスポーツチームが利用する。
体育祭がそのナイター設備を使って行われ、「ナイター体育祭」の愛称で伝統になっていたが、下校が遅くなり生徒の安全を確保出来ないという点が問題視され、今では昼間に行われている。

## 沿革
- 1983年 - 上越市立城北中学校と上越市立直江津中学校から分離独立し、上越市立春日中学校として創立。
- 1995年 - いじめにより自殺した生徒がでる。
- 2007年 - 陸上部が全国大会に出場。
- 2009年 - 上越合同新人大会で4×100mRの低学年男子、低学年女子、共通男子の3種目で『優勝』し、３冠を達成した。
- 2010年 - ソフトボール部の新三角地が完成。
- 2010年5月 - 上越合同陸上競技大会で低学年女子、共通女子、共通男子で『優勝』。またも3冠を達成。
- 2010年 - 『地域に愛される春日中』をめざし当時3年を中心として地域貢献活動を行っている。
- 2012年 - 創立30周年となる。
- 2012年 - 陸上部が全国大会に出場。

## 部活動
陸上部
野球部
女子ソフトボール部
女子ソフトテニス部
女子バレーボール部
男子バスケットボール部
女子バスケットボール部
サッカー部
水泳部
剣道部
卓球部
サッカー部は2026年度を以て廃部となることが決まっている。
文化部
美術部
吹奏楽部
合唱部
科学部

## 通学区域
石橋、新光町三丁目並びに春日小学校及び高志小学校の通学区域

### 進学前小学校
主に、春日・高志の両小学校からの生徒が多いが、一部、直江津南小から来る生徒もいる。なお、春日小学校は生徒数市内1番目、高志小学校は3番目の児童数のため、校区が狭いが人数が多い。

## 交通
最寄駅はえちごトキめき鉄道の春日山駅。